# U-Bahn-Station Schlachthausgasse
Schlachthausgasse is een metrostation in het district Landstraße van de Oostenrijkse hoofdstad Wenen. Het station werd geopend op 6 april 1991 en wordt bediend door lijn U3. De Schlachthausgasse, een belangrijke doorgaande weg in het 3e district, loopt haaks boven de perrons in het midden van het station. De naam verwijst naar de slachthuizen die vroeger in St. Marx gevestigd waren. 

## Geschiedenis
Op 26 januari 1968 werd besloten om een metronet aan te leggen met drie lijnen. De nadere uitwerking van het metronet, de U-Bahn-Netzvariante M uit 1970, omvatte een veel groter net waarin de U3 ten zuiden van de binnenstad onder de Landstraßer Hauptstraße zou komen. De U3 zou bij St. Marx een overstap op hetzelfde perron krijgen met de U2 en door kruiswissels zouden de metro's ook van lijn kunnen wisselen. Het concept voor het metronet ging uit van lijnen met vertakkingen buiten de binnenstad. De eerste vertakking kwam in september 1981 als U2/U4 in bedrijf, maar werd na drie weken gestaakt omdat het ernstige verstoringen in de dienstuitvoering veroorzaakte. 
In de gewijzigde plannen werden de vertakkingen geschrapt en het tracébesluit voor de U3 koos voor een tunnel onder de Hainburger Straße, de kortste weg tussen Wien Mitte en het geplande U3-depot Erdberg. De bouw begon in november 1983 en op 6 april 1991 werd het eerste deel van de lijn, waaronder Schlachthausgasse, geopend.

## Ligging en inrichting
Het ondiep gelegen zuilenstation heeft toegangen een weerszijden van de Schlachthausgasse, de westelijke ligt op de Alfred-Dallinger-Platz, de oostelijke tussen de OV-haltes in de Markthofgasse. Beide toegangen zijn met een vaste trap en een lift met de respectievelijke perroneinden verbonden. De toegang in de Markthofgasse heeft bovendien roltrappen. De westelijke toegang heeft ingangen aan de Schlachthausgasse en de Hainburger Weg, die boven elkaar liggen als gevolg van het hoogteverschil. Buiten het stationsgebouw om loopt een trap tussen de twee ingangen.
Rond het stationsgebouw op in de Markthofgasse liggen het oostelijke eindpunt van tramlijn 18 en de bushaltes van lijn 77A. Buslijn 80A richting Praterstern heeft een halte in de Schlachthausgasse, in de richting Neu Marx ligt de halte in de Würtzlerstraße. Vlak bij het station ligt het Verkehrsmuseum Remise.

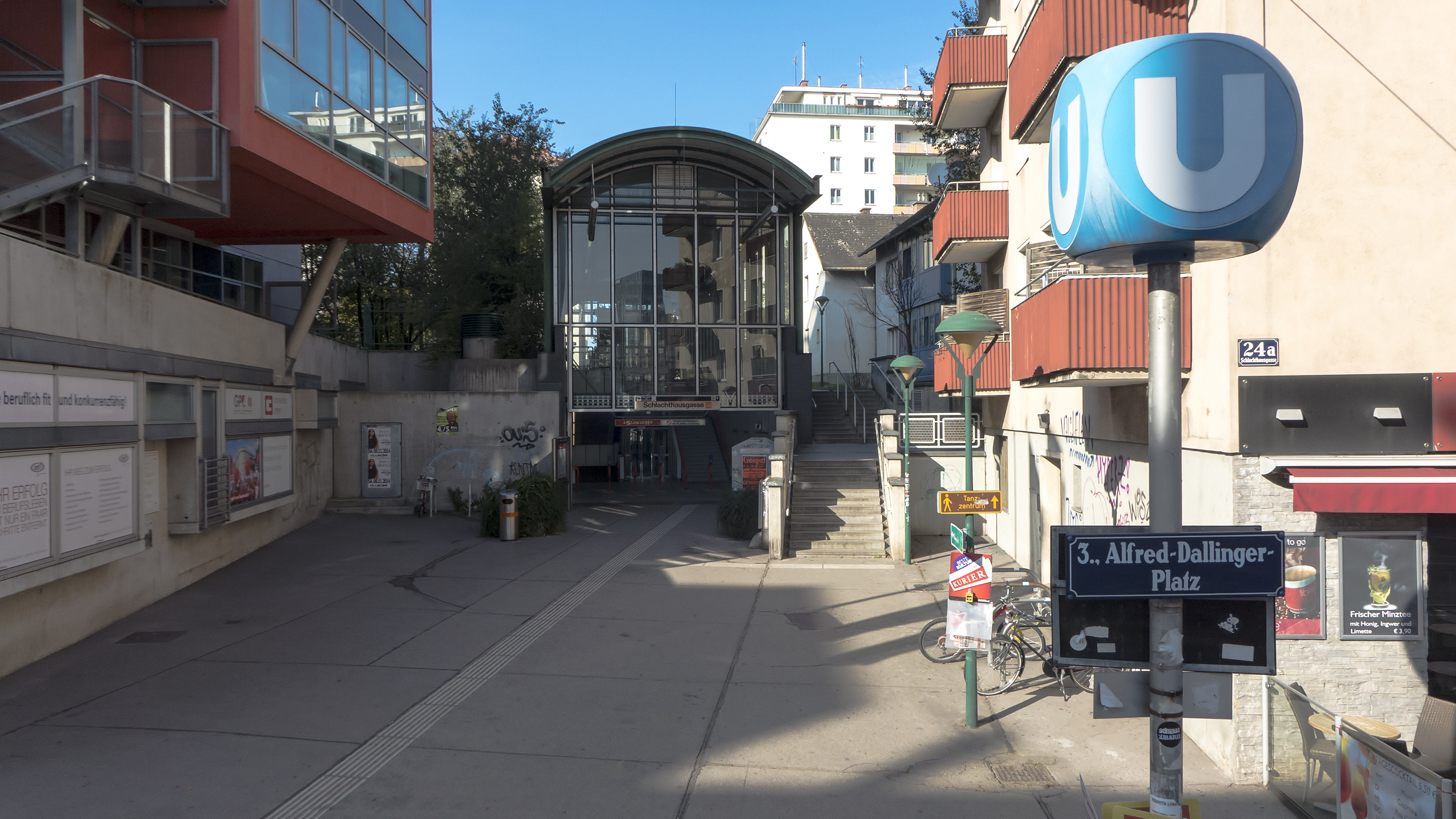
De westelijke toegang.
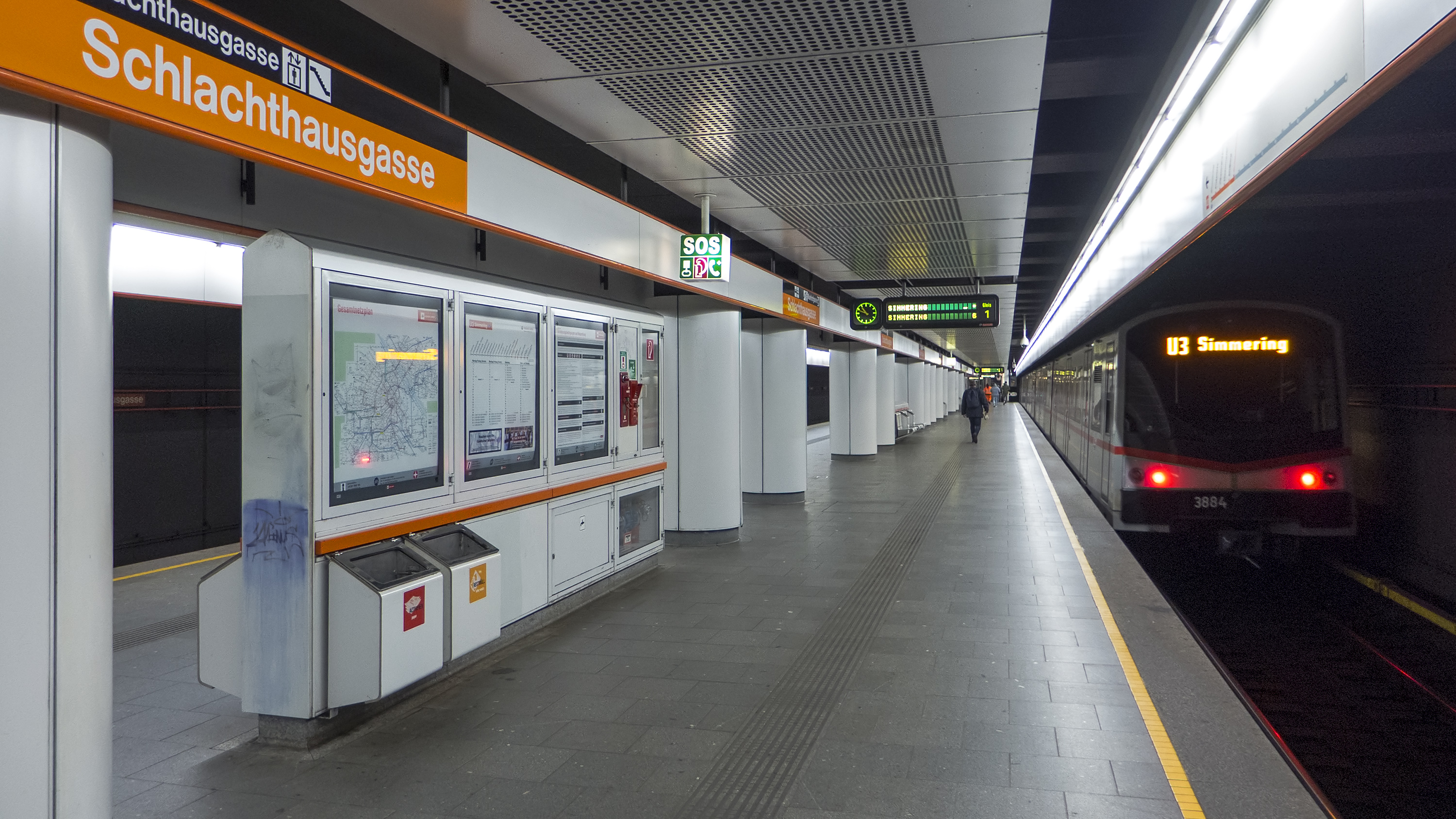
Ondergronds.